# Mara (Sardinija, Italija)
Mara (sardinski: Màra) je grad i općina (comune) u pokrajini Sassariju u regiji Sardiniji, Italija. Nalazi se na nadmorskoj visini od 257 metara i ima 612 stanovnika.
 Prostire se na 18,64 km². Gustoća naseljenosti je 33 st/km².
Susjedne općine su: Cossoine, Padria i Pozzomaggiore.